# Michael Capellupo
Michael Capellupo (né le 1er mars 1961 à Saint-Louis, Missouri, États-Unis) est un acteur, scénariste et producteur de cinéma américain.

## Filmographie partielle

### Comme acteur

#### Cinéma
- 1987 : Venus Flytrap (vidéo) : Wimp
- 1989 : Moonstalker : Boy
- 1995 : Aaron Gillespie Will Make You a Star de Massimo Mazzucco : Luka
- 1996 : Dick Richards : Dick
- 2000 : Steal This Movie : Studio Executive

#### Télévision
- 1990 : On the Television (série télévisée) : Ollie North
- 1991 : Riders in the Sky (série télévisée)
- 1998 : More Tears (série télévisée) : Michael
- 1998 : Thanks of a Grateful Nation : Washington Post reporter
- 1999 : Deep in My Heart (téléfilm) : Ted Cummins
- 1999 : Les Petites surprises de la vie (Half a Dozen Babies) : Photographer
- 2000 : Le Prix de la beauté (A Tale of Two Bunnies) : Drunk Man #2
- 2000 : 20.13 - Mord im Blitzlicht : Cop #1
- 2003 : America's Prince: The John F. Kennedy Jr. Story : Reporter #1

### Comme scénariste
- 1995 : Aaron Gillespie Will Make You a Star
- 2000 : 20.13 - Mord im Blitzlicht (TV)
- 2002 : A Promise

### Comme producteur
- 1995 : Aaron Gillespie Will Make You a Star
- 2002 : A Promise